# 프레디 프린즈 주니어
프레디 제임스 프린즈 주니어(Freddie James Prinze Jr., 1976년 3월 8일 ~ )는 미국의 배우이다.

## 출연 작품

### 영화
- 질리안의 37번째 생일에 (1996)
- 나는 네가 지난 여름에 한 일을 알고 있다 (1997)
- 나는 아직도 네가 지난 여름에 한 일을 알고 있다 (1998)
- 쉬즈 올 댓 (1999)
- 윙 커맨더 (1999)
- 보이즈 앤 걸즈 (2000, Boys and Girls)
- 썸머 캐치 (2001)
- 스쿠비 두 (2002)
- 스쿠비 두 2: 몬스터 대소동 (2004)

### 텔레비전
- 프렌즈 (2002)
- 보스턴 리걸 (2004)
- 24 (2010)
- 스타워즈 반란군 (2014-18) - 애니메이션